# Mysterie op Spell-Deprik
Mysterie op Spell-Deprik is het 15de stripverhaal van De Kiekeboes. De reeks wordt getekend door striptekenaar Merho.

## Verhaal
Buurman Leon Van Der Neffe erft het eiland Spell-Deprik in de Stille Zuidzee. Prompt blijken er ook andere belangstellenden voor het eiland op te duiken en worden Fanny en Konstantinopel per vergissing gekidnapt. Op het eiland zelf ontdekken Marcel en Charlotte dat Triangl van daaruit, dankzij beheersing van zonne-energie, opnieuw de wereld wil veroveren.